# Polpo alla frantoiana
Il polpo alla frantoiana (polvo à lagareiro) è un piatto tipico portoghese. È una variante del baccalà alla frantoiana, e come questo si fa risalire la sua origine nel Portogallo settentrionale, in particolare (anche se non con certezza) nella provincia storica di Trás-os-Montes.
Il nome alla frantoiana è dato dalla grande quantità di olio utilizzato per la preparazione.

## Preparazione
Il polpo, pulito e lavato, viene lessato assieme a una cipolla intera sbucciata. Dopodiché viene tagliato a pezzi, che vengono posti in una teglia, cosparsi di aglio e cipolla tritati, alloro, pepe e innaffiati con abbondante olio di oliva. Infine si aggiungono delle patate lessate per pochi minuti con la pelle e schiacciate con un pugno (batatas a murro) e si cuoce in forno, irrorando spesso con l'olio sul fondo.